# روز برينان
روز برينان (بالإنجليزية: Rose Brennan)‏ هي مغنية أيرلندية، ولدت في 1931 في دبلن في جمهورية أيرلندا.